# Niels Åkerstrøm Andersen
Niels Åkerstrøm Andersen (født 1964) er en dansk professor i politisk ledelse ved Institut for Ledelse, Politik og Filosofi, ved Copenhagen Business School.

## Udvalgte publikationer
- 1999: Diskursive analysestrategier, Foucault, Koselleck, Laclau, Luhmann, Nyt fra Samfundsvidenskaberne, København, 210 sider.